# Badminton 1974
Höhepunkte des Badmintonjahres 1974 waren die All England, die Scottish Open, die German Open, die Dutch Open, die Denmark Open, die French Open, die Asienspiele, die British Commonwealth Games und die Europameisterschaft.
==Internationale Veranstaltungen ==
| Veranstaltung | Herreneinzel   | Dameneinzel      | Herrendoppel                     | Damendoppel                        | Mixed                            |
| ------------- | -------------- | ---------------- | -------------------------------- | ---------------------------------- | -------------------------------- |
| All England   | Rudy Hartono   | Hiroe Yuki       | Tjun Tjun Johan Wahjudi          | Margaret Beck Gillian Gilks        | David Eddy Susan Whetnall        |
| Denmark Open  | Svend Pri      | Hiroe Yuki       | Tjun Tjun Johan Wahjudi          | Machiko Aizawa Etsuko Takenaka     | Elo Hansen Ulla Strand           |
| French Open   | David Hunt     | Margaret Gardner | David Hunt Peter Penneket        | Margaret Gardner Patricia Assinder | Daniel Gosset Kirsten Ballisager |
| German Open   | Sture Johnsson | Margaret Beck    | Derek Talbot Elliot Stuart       | Margaret Beck Gillian Gilks        | Roland Maywald Brigitte Steden   |
| Swedish Open  | Sture Johnsson | Lene Køppen      | Karl-Heinz Garbers Gerhard Kucki | Barbara Giles Heather Nielsen      | Roland Maywald Brigitte Steden   |